# 馬偕医護管理専科学校
馬偕医護管理専科学校（まかいいごかんりせんかがっこう、英語: MacKay Junior College of Medicine, Nursing and Management、公用語表記: 馬偕醫護管理專科學校）は、台湾台北市北投区聖景路92号に本部を置く台湾の私立大学。1913年創立、2020年大学設置。大学の略称は馬偕医専。

## 歴史
| 年     | 月日 | 事項                                   |
| ------ | ---- | -------------------------------------- |
| 1913年 | -    | 「馬偕紀念医院看護婦訓練班」として開校 |
| 1946年 | -    | 「馬偕紀念医院護士訓練班」と改称       |
| 1970年 | 7月  | 「馬偕高級護理職業学校」と改称         |
| 1999年 | -    | 「馬偕護理専科学校」と改称             |
| 2004年 | -    | 「馬偕医護管理専科学校」と改称         |

## 組織
- 看護学科
- 幼児保育学科
- 食品科学科
- 総合学科
- 応用外国語学科
- レストラン管理学科